# .pf
‎.pf‏ دامنه اینترنتی اختصاص داده شده به پلی‌نزی فرانسه است. 